# 22. Bayerische Theatertage Regensburg 2004
Die 22. Bayerischen Theatertage, das größte bayerische Theaterfestival, liefen über einen Zeitraum von 16 Tagen vom 18. Juni bis 4. Juli 2004 in Regensburg.

## Programm
Im Rahmen der Bayerischen Theatertage 2004 wurden 39 verschiedene Produktionen von privaten, kommunalen und staatlichen Ensembles aufgeführt. Als Spielstätten dienten das Theater am Bismarckplatz, das Velodrom, das Theater am Haidplatz und das Foyer des Neuhaussaals. Es gab 49 Aufführungen, von denen 17 ausverkauft waren.
Gezeigt wurde u. a. „Das Apfelbäumchen“ vom Gostner Hoftheater aus Nürnberg, „Robinson & Crusoe“ und „Past Perfect“ vom Theater Augsburg sowie George Taboris Drama Mein Kampf vom Theater Regensburg.